# Готфрід Бенн
Го́тфрід Бенн (нім. Gottfried Benn; 2 травня 1886, Путліц — 7 липня 1956, Західний Берлін) — німецький письменник, один із найбільших поетів-експресіоністів німецької літератури.

## Біографія
Народився у сім'ї лютеранського священника у Мансфельді (нині частина Путліца).
Вивчав теологію та філософію у Марбурзькому університеті, згодом вивчав військову медицину в Академії імені Кайзера Вільгельма. Після закінчення навчання зайнявся медициною. Брав участь у Першій світовій війні як лікар, враження від війни згодом виразив у віршах.
Літературну діяльність розпочав іще до війни. Був одним із перших поетів-експресіоністів («Морг», 1912). У перших збірках відчутно вплив поезії Ельзи Ласкер-Шюлер, якій він присвятив свою другу збірку «Сини» (1913).
Бенн переймався проблемою національного відродження, зокрема його непокоїла деградація германської раси, її змішання з іншими. Деякий час сприймав нацистський режим як власне відродження германської раси, проте невдовзі після його встановлення розчарувався. Його етичні та естетичні уявлення виявилися несумісними з діяльністю нацистів, про що Бенн відкрито заявив.
Відтак 1935 року почалися напади на Бенна в нацистській пресі, а 1938 року Імперська палата культури виключила його зі списку своїх членів. З початком другої світової війни його мобілізували як лікаря, що спричинило довгу творчу паузу, яка закінчилась 1948 року («Статистичні вірші»). Наступного року вийшов сюрреалістичний роман «Птолемеєць».
1951 року його було нагороджено премією Георга Бюхнера.
Помер 7 липня 1956 від раку кісток. Похований на цвинтарі Вальдфрідгоф у Далемі.

## Творчість
Великий вплив на поета справляли також філософія Ніцше і Шпенглера. У своїй поезії стверджував ворожість світу, який сприймав як хаос; основну тональність його віршів визначив песимістичний настрій.

## Особисте життя
Другом Бенна був генерал-лейтенант медичної служби Вальтер Кіттель.
У грудні 1946 р. одружився зі стоматологинею Ільзе Каул.

## Твори
- Morgue und andere Gedichte [Морг та інші вірші] (Берлін, 1912)
- Fleisch [М'ясо] (1917)
- Die Gesammelten Schriften [Зібрані праці] (Берлін, 1922)
- Schutt [Руїни] (1924)
- Betäubung [Оглушення або Наркоз] (1925)
- Spaltung [Розщеплення] (1925)
- Nach dem Nihilismus [Після нігілізму] (Берлін, 1932)
- Der Neue Staat und die Intellektuellen [Нова держава та інтелектуали] (1933)
- Kunst und Macht [Мистецтво і влада/вплив] (1935)
- Ausgewählte Gedichte [Вибрані вірші] (травень, 1936) Примітка: Першеше видання містило два вірші, які було вилучено у перевиданні в листопаді 1936: «Mann und Frau gehen durch die Krebsbaracke» та «D-Zug». Переважну більшість примірників першого видання було вилучено і знищено.
- Statische Gedichte [Статистичні вірші] (Цюрих, 1948)
- Ptolemäer [Птолемеєць] (1949);
- Doppelleben [Подвійне життя] (1950); автобіографія
- Stimme hinter dem Vorhang; [Голос за шторою]